# Валбона (село)
Валбона — село на півночі Албанії, в окрузі Тропоя області Кукес, у долині однойменної річки. Туристичний центр у національному парку «Долина Валбони». Село містить близько 30 мініготелів домашнього типу.
Назва пов'язана з назвою річки та походить від італ. valle bona — «добра долина». Валбона знаходиться на дні широкої долини зі стрімкими схилами на висоті 920 м над р. м., а відстань до максимального піку Езерца (2694 м) складає всього 3700 м по горизонталі.
Населення переважно займалося скотарством та лісорубством, на початку XXI століття розвивається туризм.
Село належало до комуни Маргегай разом з сусідніми селами Черем, Ррагам і Драгобія. Надалі Маргегай було приєднано до муніципалітету Тропоя.

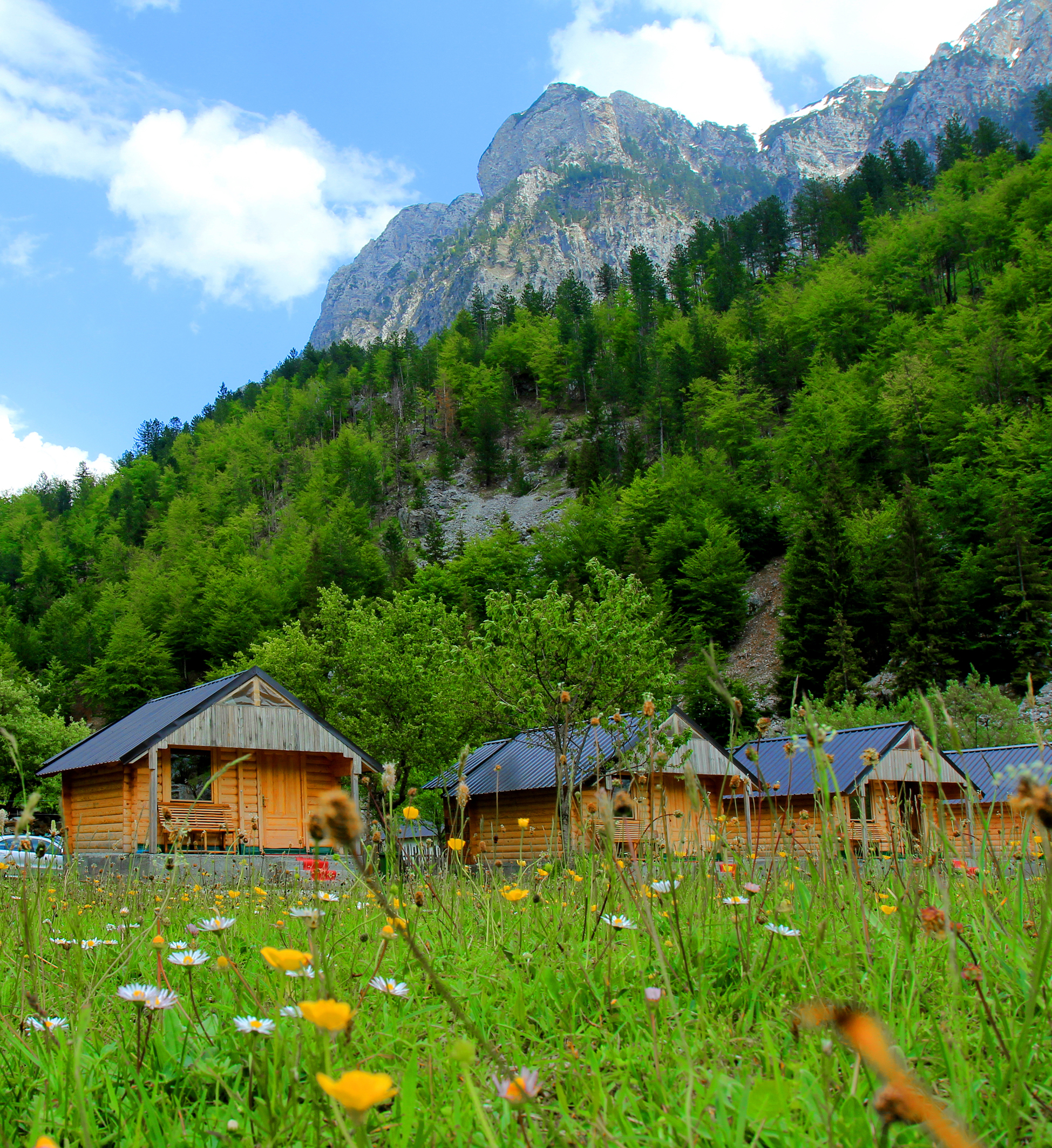
Туристичний готель у Валбоні
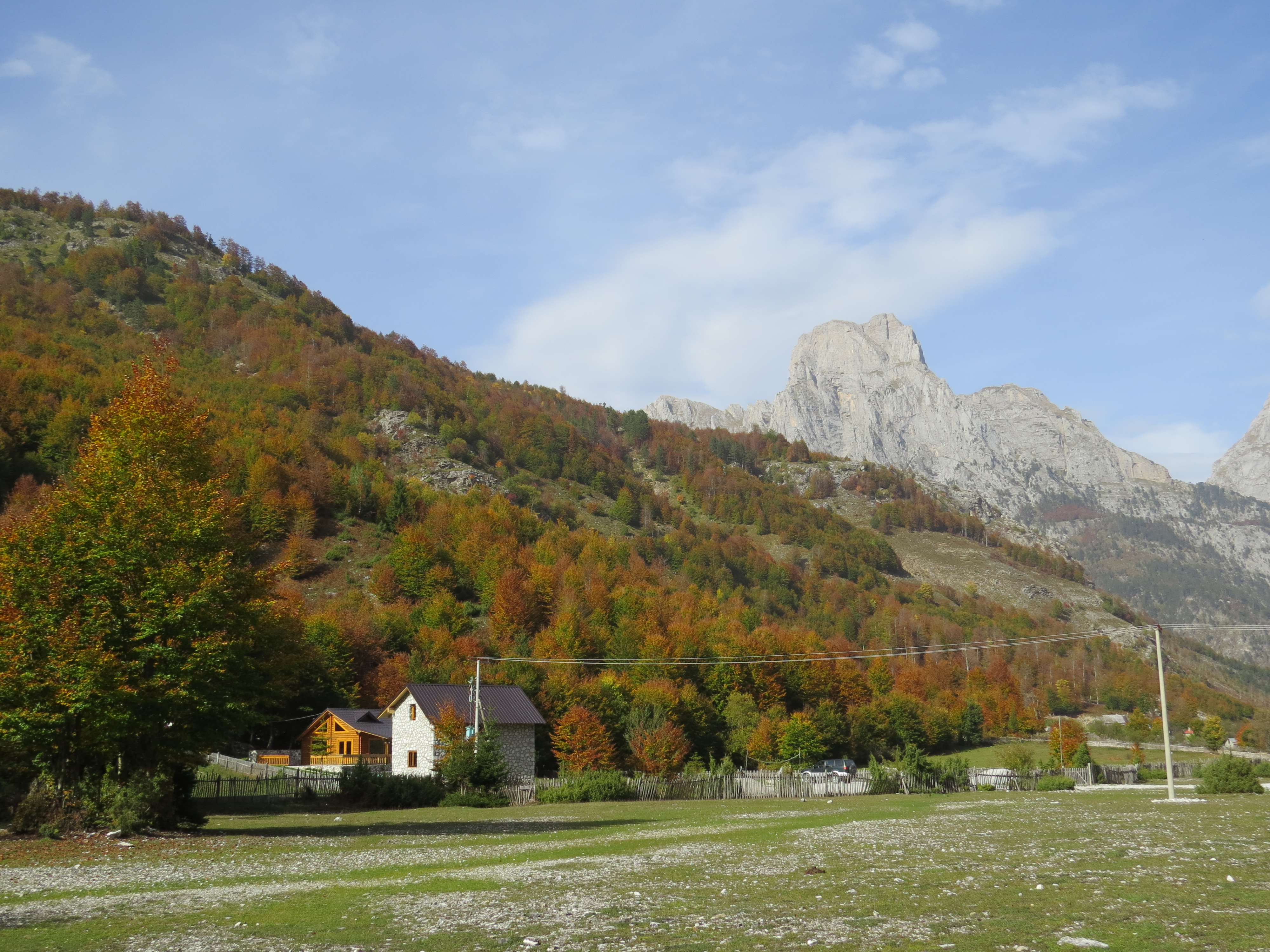
Панорама села
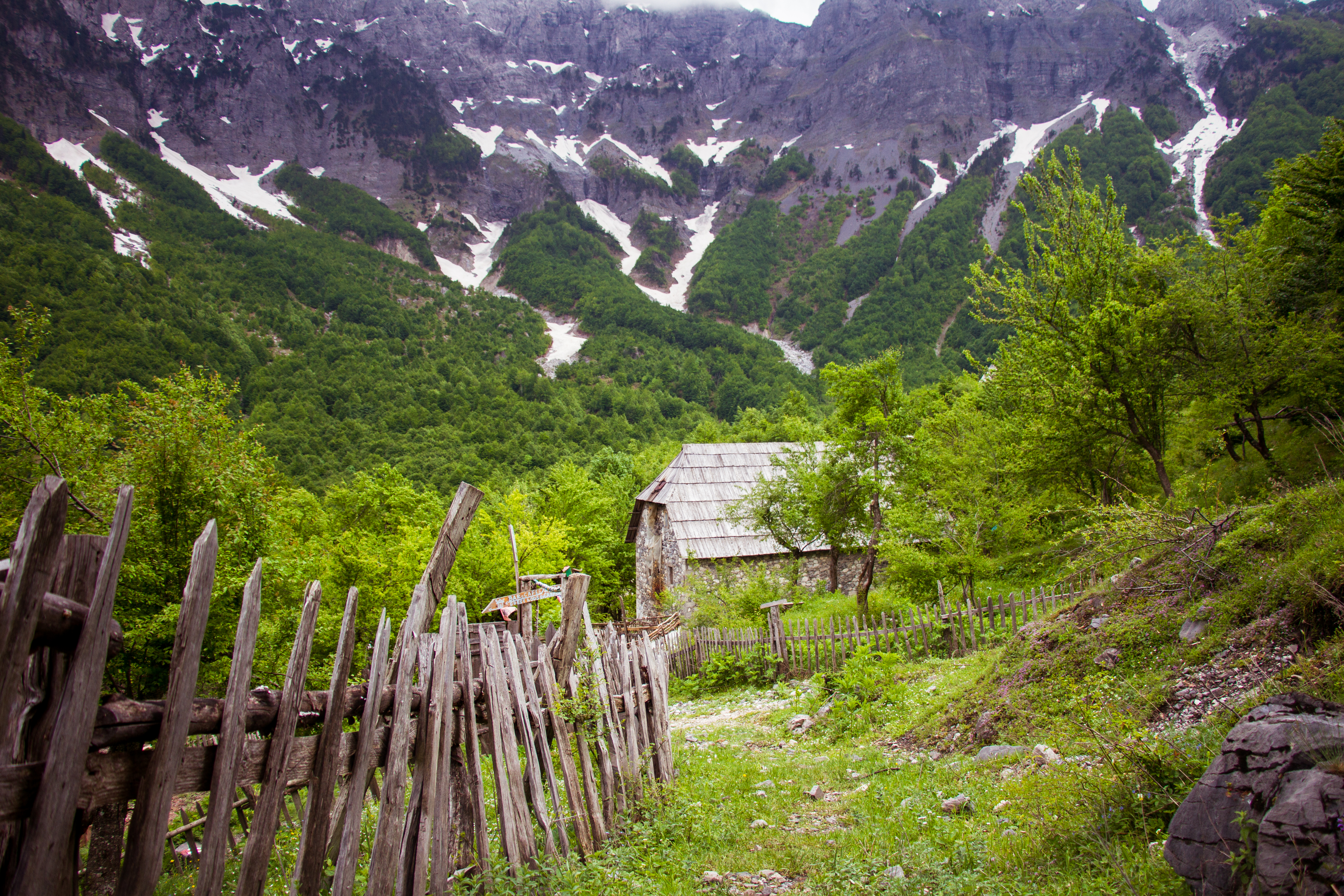
Будинок у Ррагамі
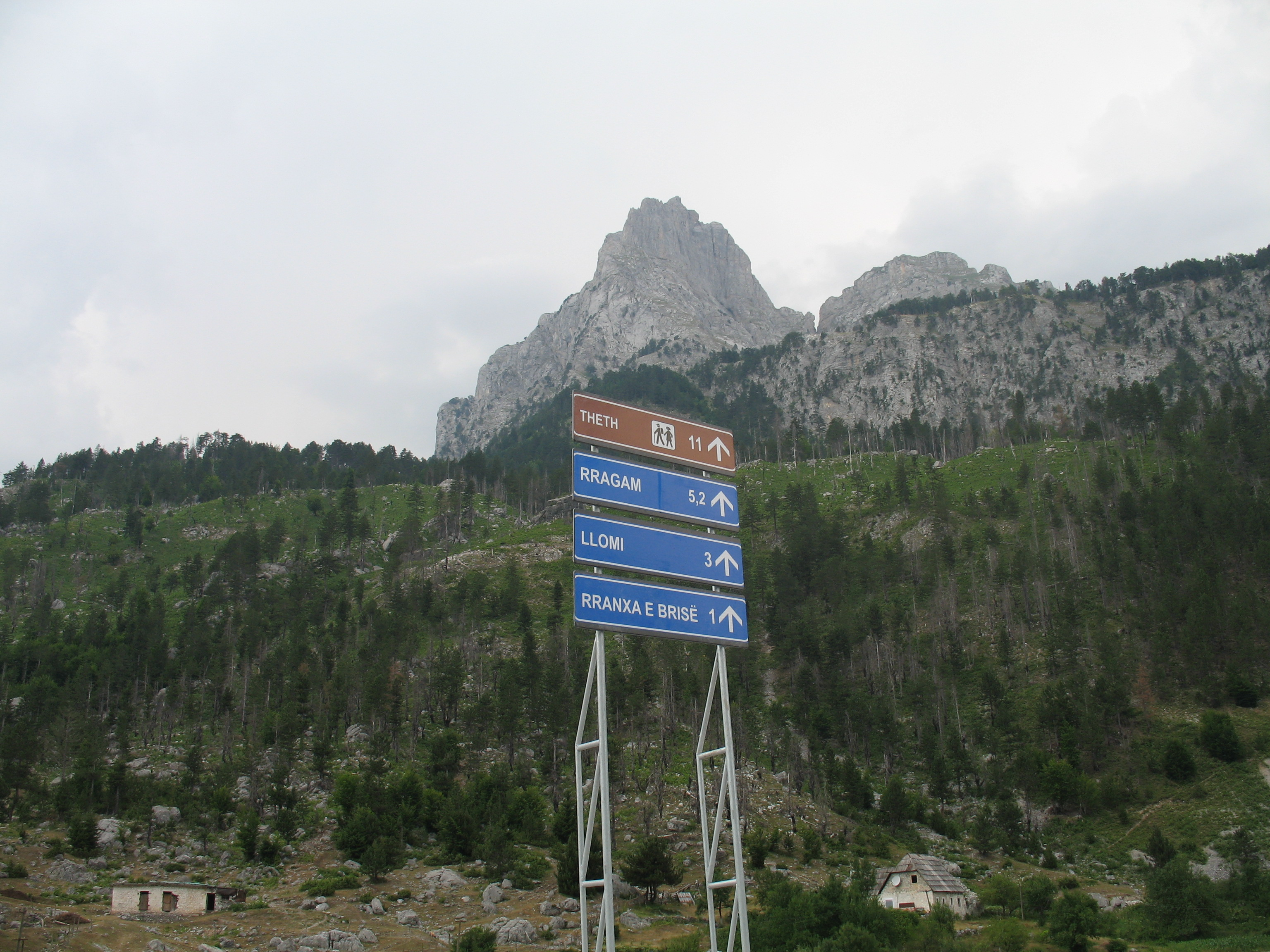
Дорожний вказівник у Валбоні
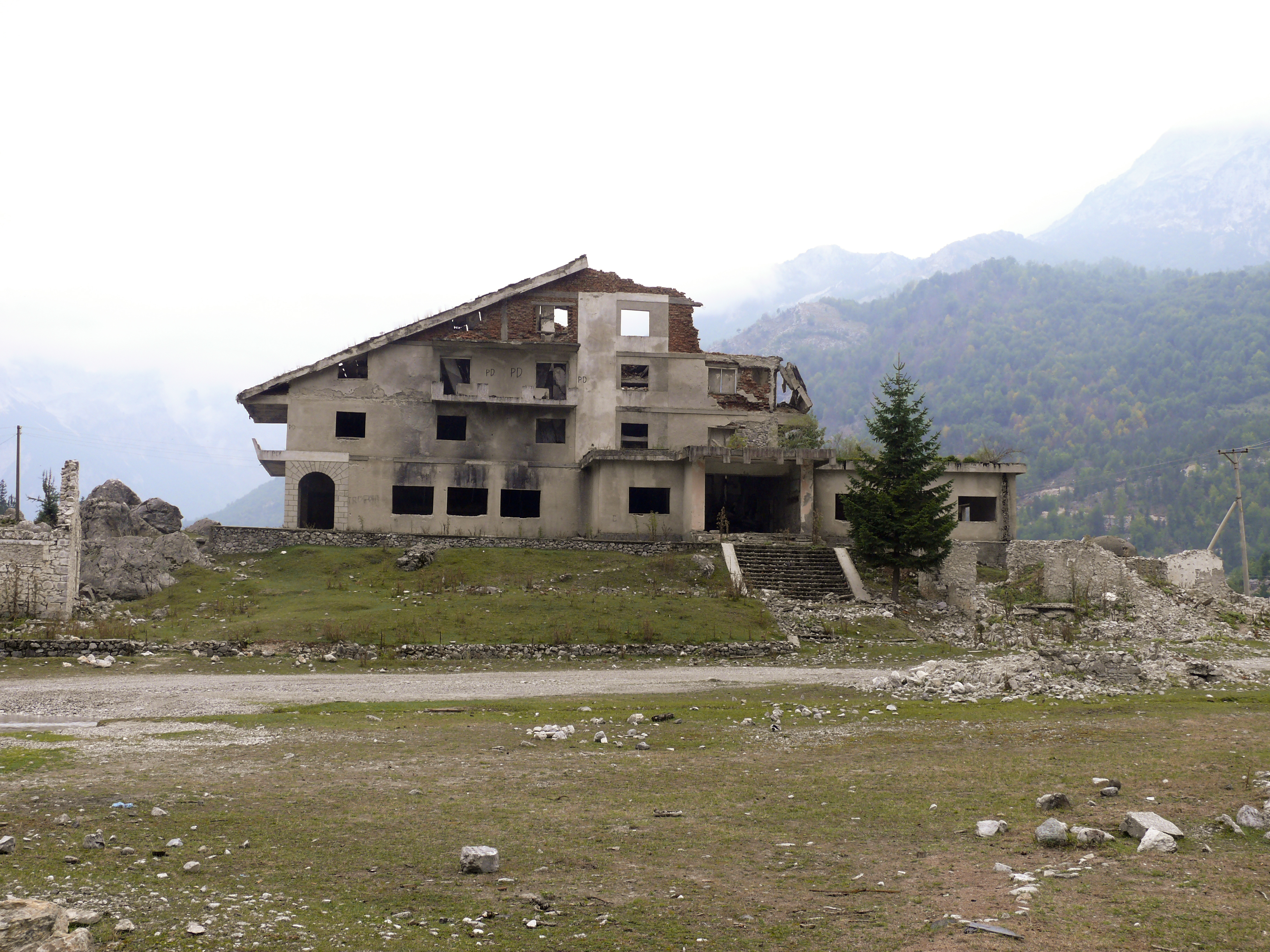
Руїни готеля в Валбоні